# ژاکت ریفر

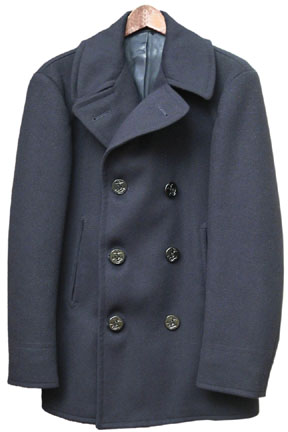
کت مازاد نظامی، تولید شده برای نیروی دریایی ایالات متحده

کت نخودی (یا ژاکت نخودی، ژاکت خلبانی، ژاکت ریفر) یک کت بیرونی است که عموماً از پشم سنگین به رنگ دریایی است، که در اصل توسط ملوانان نیروی دریایی اروپا و بعداً آمریکایی پوشیده می‌شد. کت‌های نخودی با طول کوتاه، یقه‌های پهن، اغلب دکمه‌های چوبی، فلزی یا پلاستیکی بزرگ، سه یا چهار ردیف در دو ردیف و جیب‌های عمودی مشخص می‌شوند. ژاکت نخودی در اوایل دهه ۱۷۲۰ در روزنامه‌های آمریکایی ظاهر شد، و بازخوانی‌های مدرن هنوز طرح و ترکیب اصلی را حفظ کرده‌اند.
«کت پل» یک کت نخودی است که تا ران‌ها کشیده می‌شود و منحصراً برای افسران است. معمولاً دارای دکمه‌ها و سردوش‌های طلایی است. فقط افسران سردوش را می‌پوشند.